# Ádám Borbély
Ádám Borbély (* 22. Juni 1995 in Debrecen) ist ein ungarischer Handballspieler. Der 1,97 m große Torwart spielt seit 2022 für den ungarischen Erstligisten Ferencvárosi TC und steht zudem im Aufgebot der ungarischen Nationalmannschaft.

## Karriere

### Verein
Ádám Borbély spielte in der Jugend für die ungarischen Vereine Tiszavasvári SE, Csanádi KSI SE und PLER KC. Ab der Saison 2012/13 stand er als dritter Torhüter im Kader des ungarischen Spitzenklubs MKB-MVM Veszprém, mit dem er 2013 und 2014 ungarischer Meister und Pokalsieger wurde. Für die Saison 2014/15 wurde er an den Ligakonkurrenten Balatonfüredi KSE ausgeliehen, mit dem er auch am EHF-Pokal 2014/15 teilnahm. In der Saison 2015/16 spielte er auf Leihbasis für den Grundfos Tatabánya KC, mit dem er am EHF-Pokal 2015/16 teilnahm. Anschließend kehrte er für eine Saison nach Veszprém zurück und gewann erneut das ungarische Double. Die folgenden beiden Jahre stand Borbély beim polnischen Verein Wisła Płock im Tor. In Polen wurde er mit Płock zweimal Zweiter in der Liga und im Pokal. Zusätzlich lief er in der EHF Champions League auf. In der Saison 2019/20 kehrte er nach Tatabánya zurück. Ab 2020 stand er beim Erstligisten Veszprém KKFT unter Vertrag, mit dem er 2022 das Finale im ungarischen Pokal gegen Telekom Veszprém verlor. Seit 2022 läuft er für Ferencvárosi TC auf.

### Nationalmannschaft
Mit der ungarischen Nationalmannschaft nahm Borbély an der Europameisterschaft 2018 (14. Platz) und der Weltmeisterschaft 2021 (5. Platz) teil.
Bisher bestritt er 21 Länderspiele.